# Instituto de Investigaciones Bibliográficas
El Instituto de Investigaciones Bibliográficas (IIB) es un organismo dependiente de la Universidad Nacional Autónoma de México. Se fundó en 1967, con la finalidad de administrar y coordinar la Biblioteca Nacional y la Hemeroteca Nacional de México. Uno de sus objetivos es impulsar ambas instituciones como órganos normalizadores de las actividades bibliotecológicas y hemerográficas de ese país.

## Misión
Entre las misiones del IIB se encuentra:
- La generación de conocimientos sobre los acervos que resguarda, a fin de que puedan ser consultados.
- Brindar servicios a la sociedad general, por medio de la administración de la BNM y de la HNM.
- Acrecentar y preservar el patrimonio impreso y documental del Estado mexicano.

En 1929, al obtener su autonomía la Universidad Nacional, la Biblioteca Nacional de México, fundada por decreto presidencial en 1867, pasó a formar parte de la estructura de la universidad. Asimismo, el crecimiento de la colección de periódicos y revistas provocó que por nuevo decreto presidencial, otorgado en 1944, se creara la Hemeroteca Nacional de México, instituciones ambas que a partir de la promulgación de la Ley Orgánica de la UNAM de 1945 quedaron bajo el resguardo de la Coordinación de Humanidades, la primera ubicada en el ex-templo de San Agustín y la segunda en el ex-templo de San Pedro y San Pablo, en el Centro Histórico de la Ciudad de México.
En este contexto y con la finalidad de formar la Bibliografía Nacional y promover el estudio de sus fondos, en 1959 quedó establecido el Instituto Bibliográfico Mexicano, que funcionó hasta 1967, cuando al modificarse el Estatuto General de la UNAM el 16 de diciembre de ese año se creó el Instituto de Investigaciones Bibliográficas, cuyos objetivos, íntimamente relacionados con los esenciales y específicos de esas dependencias, le proporcionaron a este una mayor solidez y un rango académico superior, al adherirle a las dos entidades que resguardan la memoria histórica impresa nacional, además de manuscritos y otros materiales y de cuyos acervos han surgido las investigaciones que incluyen una diversidad de disciplinas y un amplio número de herramientas de consulta especializada, una de las más importantes aportaciones de este instituto en el área de las humanidades.[cita requerida]
Con esa reforma, el instituto fue colocado en el mismo nivel de los restantes institutos humanísticos, para proveer no solo una mayor atención a las necesidades administrativas de la Biblioteca (BNM) y la Hemeroteca Nacionales de México (HNM), sino también sus labores científicas largamente acreditadas, puesto que sus finalidades son mucho más vastas y ambiciosas que las de una institución guardiana de libros y periódicos.[cita requerida]

## Objetivos
Su visión es mejorar y ampliar las formas de consulta de los acervos, y  de los servicios que se realizan en la BNM como en la HNM, tanto en la consulta interna como en la consulta a distancia, y todo esto mediante el uso de tecnologías de la información y la comunicación.[cita requerida]
El Instituto de Investigaciones Bibliográficas tiene como objetivos contribuir a la formación de investigadores y técnicos académicos, organizar y promover actividades relacionadas con sus áreas de investigación para fomentar la difusión de la cultura, desarrollar las áreas de investigación de manera que se contribuya al rescate de la bibliografía y la hemerografía mexicanas en los acervos de la Biblioteca y la Hemeroteca Nacionales de México; preparar, editar y distribuir libros, inventarios, guías, índices, catálogos, folletos, estudios o cualquier instrumento, retrospectivos o contemporáneos, impresos o capturados en cualquier tipo de soporte, que faciliten la investigación o el conocimiento de los acervos de la Biblioteca y la Hemeroteca Nacionales de México; desarrollar programas y actividades de carácter nacional e internacional relacionados con las investigaciones del Instituto de Investigaciones Bibliográficas y las colecciones de la Biblioteca y la Hemeroteca Nacionales de México e impulsar la Biblioteca y la Hemeroteca Nacionales como órganos normalizadores de las actividades bibliotecológicas y hemerográficas del país.[cita requerida]